# Тадж Махал
27°10′19″ пн. ш. 78°2′31″ сх. д. / 27.17194° пн. ш. 78.04194° сх. д.
Та́дж Маха́л (гінді ताज महल, урду تاج محل — «Корона палаців», англ. Taj Mahal) — мавзолей з білого мармуру кольору слонової кістки на правому березі річки Ямуна в Агрі, Уттар-Прадеш, Індія. Будівництво розпочалось у 1632 році на замовлення п'ятого імператора Великих Моголів Шах Джаханом (1628—1658) для розміщення гробниці його коханої дружини Мумтаз-Махал (до шлюбу Арумад Бану Бегум); у ньому також знаходиться могила самого Шах-Джахана. Гробниця є центральним елементом комплексу площею 17 гектарів (42 акри), що включає мечеть і розташована в чудових садах, обмежених з трьох боків зубчастою стіною.
Будівництво мавзолею завершилося в 1648 році, але роботи на інших етапах проєкту тривали ще п'ять років. Першою церемонією, проведеною в мавзолеї, стало святкування Шах-Джаханом 6 лютого 1643 року 12-ї річниці смерті Мумтаз-Махала. Вважається, що комплекс Тадж-Махал був повністю завершений у 1653 році, його вартість на той час оцінювалася приблизно в 32 мільйони рупій, що у 2015 році становило б приблизно 52,8 мільярда рупій (827 мільйонів доларів США).
У комплексі будівель втілені традиції індо-ісламської та могольської архітектури. У ньому використані симетричні конструкції із застосуванням різних форм і символів. Мавзолей побудований з білого мармуру, інкрустованого напівдорогоцінним камінням, тоді як для інших будівель комплексу використовувався червоний пісковик, подібний до будівель епохи Великих Моголів того часу. У будівництві було задіяно понад 20 000 робітників і ремісників під керівництвом ради архітекторів на чолі з Устадом Ахмадом Лахорі, придворним архітектором імператора.
У 1983 році Тадж-Махал був включений до списку Всесвітньої спадщини ЮНЕСКО як «перлина ісламського мистецтва в Індії та один із загальновизнаних шедеврів світової спадщини». Він вважається одним із найкращих зразків архітектури Великих Моголів і символом індійської історії. Тадж-Махал є однією з головних туристичних визначних пам'яток і приваблює понад п'ять мільйонів відвідувачів на рік. У 2007 році його було оголошено переможцем конкурсу «Нові 7 чудес світу». Тадж-Махал і його оточення, прилегла територія і будівлі є пам'яткою національного значення, що перебувають у віданні Археологічної служби Індії.

## Етимологія
Слова Тадж і Махал походять з мови урду. Тадж означає «корона» або «діадема», махал — «палац», «будинок» або «маєток». За іншою теорією, назва Тадж Махал походить від «Тейо Махалая» — назви бога Шиви мовою гінді.

## Особливості Тадж Махалу
Висота Тадж Махалу з маківкою досягає 74 м. В його основі лежить квадратна платформа зі сторонами понад 95 м. По кутах мавзолею розташовані чотири мінарети.
Стіни викладені полірованим мармуром, зовні в деяких місцях доповнені червоним пісковиком. У вікнах та арках — ажурні решітки. Склепінчасті переходи розписані сурами із Корану арабськими літерами.
Більшість дослідників вважають, що Тадж Махал побудовано з матеріалів, які привозилися з усієї Індії і Азії. Для транспортування будівельних матеріалів використовували понад 1000 слонів. Білий мармур привозили з Раджастану, яшму з Пенджабу, нефрит і гірський кришталь із Китаю. Бірюзу завозили з Тибету, лазурит з Афганістану, сапфіри з Шрі-Ланки, сердолік з Аравії.
У будівництві брало участь до 20 000 робітників. Ім'я архітектора невідоме, але поширена думка, що в розробці проєкту брали участь найкращі архітектори Індії та інших країн Сходу на чолі з агарським архітектором Устад-Ісою. Не виключено, що одним з авторів був сам Шах Джахан, який мав високий художній смак.
Навколо Тадж Махалу Шах Джахан висадив сад, причому сам мавзолей знаходиться на початку саду. В центрі саду є мармурове водоймище. Вздовж зрошувального каналу з фонтанами висаджені кипариси. За дизайном — це традиційний перський сад.
Напроти Тадж Махалу, на іншому березі Джамни, Шах Джахан хотів побудувати ще одну гробницю, для себе, тієї ж форми, що й Тадж Махал, але із чорного мармуру. Обидва мавзолеї повинні були з'єднуватись мостом. Та після того, як син Аурангзеб усунув імператора від влади, плани не втілилися в життя. Після смерті Шаха Джахана поховали в одному склепі з Мумтаз-Махал. На їхніх могилах лежать плити, прикрашені орнаментом із золота та срібла.

## Будівництво

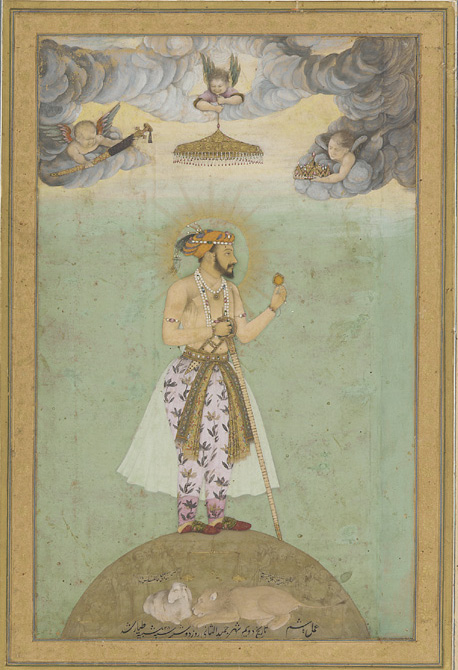
Шах Джахан

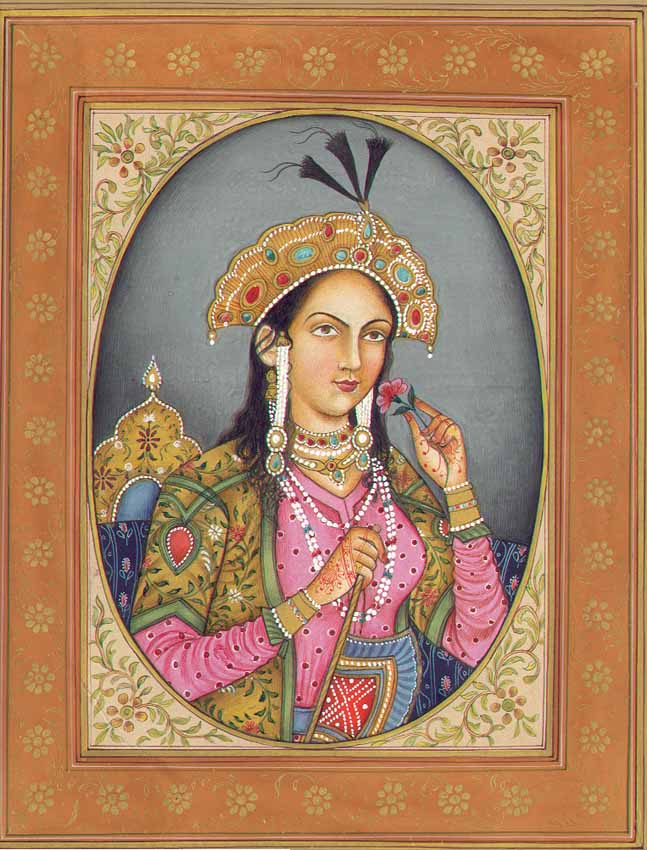
Мумтаз-Махал, картина XVII—XVIII ст.

На будівництво комплексу було запрошено понад 22 000 майстрів з усіх кінців імперії, а також майстри Середньої Азії, Персії та Близького Сходу.
Тадж-Махал був побудований на ділянці землі на південь від оточеної фортечною стіною Агри. Шах-Джахан обміняв цю ділянку, що належала магараджі Джай Сінгху, на великий палац у центрі Агри. Площу розміром приблизно в три акри (1,2 гектара) було перекопано, зроблено заміну ґрунту для зменшення інфільтрації, рівень майданчика було піднято на 50 метрів над рівнем берега річки. На ділянці розташування мавзолею було викопано колодязі, які, заповнені бутовим каменем, утворили фундамент споруди. Замість риштувань із перев'язаного бамбука було зведено масштабні риштування з цегли, які оточили гробницю. Вони були настільки великі за розмірами, що майстри, які завідували будівництвом, побоювалися, що розбирання їх може тривати роки. Згідно з легендою, Шах-Джахан оголосив, що будь-хто може взяти собі й залишити стільки цегли, скільки забажає, і риштування були розібрані селянами практично за ніч.
Для транспортування мармуру та інших матеріалів до місця будівництва було побудували п'ятнадцятикілометровий пандус з утрамбованої землі, і тридцять биків тягнули блок за блоком на будівництво на спеціальних запроєктованих возах. Ретельно розроблена об'ємно-рамна конструкція з блоками використовувалася для підняття блоків на потрібний рівень. Воду для потреб будівництва добували з річки за допомогою канатно-відерної системи з використанням тваринної сили, зливали у великий резервуар, звідки її піднімали до розподільчого резервуару. Звідти вона розподілялася по трьох допоміжних ємностях і трубами транспортувалася до будівельного комплексу.
Будівництво гробниці та платформи зайняло приблизно дванадцять років. Інші частини комплексу будувалися ще десять років і завершувалися послідовно: мінарети, мечеть, джаваб, Великі ворота. Оскільки будівництво велося етапами, існують різні точки зору про те, що можна вважати закінченням будівництва Тадж Махала. Наприклад, сам мавзолей був закінчений до 1643 року, але після цього роботи тривали на решті частини комплексу.
Оцінки вартості будівництва дуже відрізняються через складність обліку цін багатовікової давності. Приблизно загальна вартість будівництва на той час склала близько тридцяти двох мільйонів рупій.
Матеріали для будівництва Тадж-Махала доставлялися з усієї Індії та з багатьох місць Азії, для їх транспортування використовувалося понад тисячу слонів. Напівпрозорий білий мармур доставлявся з Макрани, Раджастхан, яшма привозилася з Пенджабу, жад та кристали з Китаю. Бірюза транспортувалася з Тибету, а ляпис-блакитник з Афганістану, тоді як сапфіри привозилися з острова Шрі-Ланка, а карнеол — з Аравії. Загалом двадцять вісім типів дорогоцінного та напівдорогоцінного каміння були інкрустовані в білий мармур.
Серед групи з тридцяти семи осіб, які відповідали за художній образ комплексу, були скульптори з Бухари, каліграфи з Сирії та Персії, майстри інкрустації з південної Індії, кам'янотеси з Белуджистану, а також спеціаліст зі зведення веж та майстер з різання мармурових орнаментів. Деякі з будівельників Тадж-Махала:
- Ісмаїл Афанді (Ісмаїл Хан) з Османської імперії — турецький архітектор, дизайнер головної будівлі.[8]
- Устад Іса[en] (Іса Мухаммад Еффенді) з Персії — перський архітектор, учень Сінана, його часто називають головним творцем архітектурного образу пам'ятника.[9][10]
- Пуру з Бенаруса, Персія — згадується як наглядаючий архітектор.[11]
- Казим Хан, виходець із Лахора, — відлив золоте завершення шпиля.
- Chiranjilal, різьбяр по каменю з Делі — головний скульптор і спеціаліст з мозаїки.
- Аманат Хан з Шираза, Іран — головний каліграф.[12]
- Мухаммад Ханіф — головний із мулярів.

Згідно з непідтвердженою легендою, на іншому березі річки мала розташовуватися будівля-близнюк з чорного мармуру, але вона не була добудована. З'єднувати ці дві будівлі повинен був міст із сірого мармуру.

## Архітектура
Мавзолей має численні символи, приховані в його архітектурі та плануванні. Так, наприклад, на воротах, через які відвідувачі Тадж Махалу заходять у парковий комплекс, що оточує мавзолей, вирізьблені чотири заключних аяти з 89-ї сури Корану «Зоря» (Аль-Фаджр), звернені до душі праведника: «O ти, душе спочилих! Вернись до твого Господа задоволеною і здобувши достаток! Зайди з Моїми рабами. Зайди в Мій рай!»
З лівого боку від усипальниці знаходиться мечеть з червоного пісковику. Справа точна копія мечеті. Весь комплекс має осьову симетрію. Усипальниця має центральну симетрію щодо гробниці Мумтаз-Махал. Єдиним порушенням цієї симетрії є гробниця Шах Джахана, яку спорудили після його смерті.

## Туризм
Щодня Тадж Махал відвідують десятки тисяч людей, за рахунок туристів «індійська перлина» приносить казні країни чималі кошти.
За рік Тадж Махал відвідує від 3 до 5 мільйонів відвідувачів, з них більше ніж 200 000 — з-за кордону. Діє трирівнева система ціноутворення: значно нижча плата за вхід для громадян Індії та дорожчою для іноземців. Станом на  2024, плата для громадян Індії становила 50 , для громадян країн SAARC і BIMSTEC — 540 , а для інших іноземних туристів — 1100 . Більшість туристів приїжджає в прохолодні місяці року — жовтень, листопад і лютий. Рух транспорту з двигунами внутрішнього згоряння поблизу комплексу заборонено, тому від автостоянки туристи підходять пішки, або можуть під'їхати на електричному автобусі. Тепер відновлений Гавасспурас (північний двір) — для використання як нового центру для відвідувачів. У невеликому містечку на південь, відомому як Тадж Ганджі або Мумтазабад, були побудовані караван-сараї, базари і ринки для задоволення потреб відвідувачів і працівників. Тадж Махал також фігурує в декількох списках як одне з семи чудес у сучасному світі, зокрема в укладеному у 2007 році списку Нових семи чудес світу (після опитування більш ніж 100 мільйонів людей).
Експозиції відкриті з 6 ранку до 7 години вечора в будні, за винятком п'ятниці, коли комплекс відкритий для молитви в мечеті в період з 12 години вечора до 2 годин. Комплекс відкритий для нічного перегляду в день повного місяця, а також за два дні до і після повного місяця, виключаючи п'ятницю і місяць Рамазан.
З міркувань безпеки проносити всередину комплексу Тадж Махал можна тільки воду в прозорих пляшках, невеликі відеокамери, фотоапарати, мобільні телефони й невеликі дамські сумочки. У 2019 році для боротьби з надмірним туризмом на об'єкті було запроваджено штрафи для відвідувачів, які залишалися довше трьох годин.

## Міфи та легенди Тадж-Махала

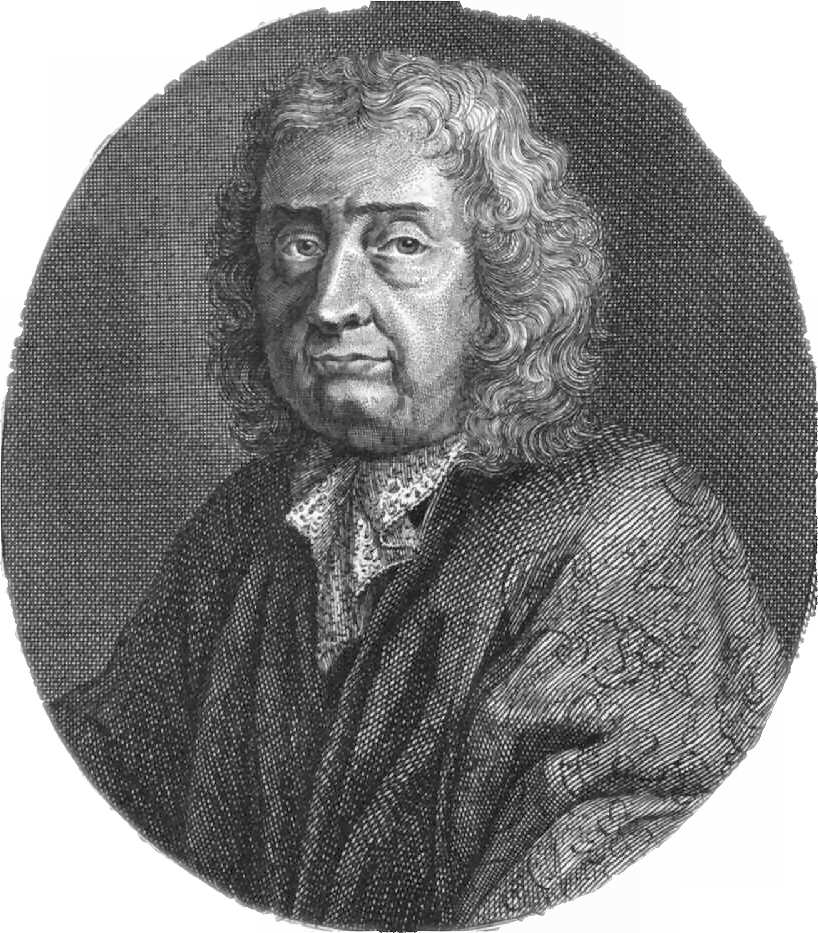
Жан-Батист Таверньє, один із перших європейських письменників про Тадж-Махал

Від самого початку Тадж-Махал став джерелом захоплення, минаючи всі культурні та географічні перепони, і емоційний відгук, який споруда знаходила в багатьох серцях, перевершив суху статистичну оцінку споруди.
Найбільш живучий міф, що стосується Тадж-Махала, свідчить про те, що Шах-Джахан планував побудувати ще один мавзолей, вже з чорного мармуру, якраз навпроти Тадж-Махала, через річку. Цей міф походить від дещо фантастичних записок Жана-Батиста Таверньє, європейського мандрівника, який відвідав Агру в 1665 році. Було висловлено припущення, що Шах-Джахан не встиг побудувати мавзолей з чорного мармуру, тому що був повалений своїм сином, Аурангзеб. Руїни з чорного мармуру на протилежному боці річки в «Місячному саду», здавалося, підкріплюють цю легенду. Однак зроблені в 1990-х роках розкопки показали, що камені «чорного мармуру» насправді є почорнілим білим мармуром. Більш ґрунтовну базу під джерело міфу про чорний мавзолей підвели археологи у 2006 році, коли вони реконструювали частину ставка в Місячному саду. Виявилося, що чорне відображення Тадж-Махала у воді ставка виразно видно, що ще раз підтвердило одержимість Шах-Джахана симетрією та обґрунтувало місце розташування самого ставка.
Немає жодних доказів, які б підтверджували легенду, яку часто передають із кривавими подробицями, що за наказом Шах-Джахана багато хто з архітекторів і майстрів, які брали участь у будівництві, були жорстоко вбиті й розчленовані. Існують байки, що багато будівельників підписували спеціальний договір, згідно з яким вони зобов'язалися ніколи не будувати будь-що схоже на Тадж-Махал. Подібні байки існують щодо багатьох відомих споруд.
Починаючи з 1980-х років певної популярності набула теорія індійського історика Пурушоттама Нагеша Оака, згідно з якою Тадж-Махал здебільшого побудований до Шах-Джахана. Оак вказує як дату побудови 1155 рік, а як будівельника — Салакшана, першого міністра раджі Пармара Дева. Згідно з цією теорією, спочатку комплекс або частина його функціонували як храм Шиви, а Шах-Джахан лише пристосував його до своїх потреб, внісши незначні зміни. Проте академічні історики вважають теорію Оака недостатньо обґрунтованою. У 2000-ті роки індійські суди розглянули й відкинули низку позовів, які вимагали проведення археологічних вишукувань у підвальних приміщеннях комплексу та визнання його индуистским храмом. Інші теорії про особу архітектора приписують честь створення мавзолею європейцям. Так, португальський чернець--августинець XVII століття фра Себастієн Манрікі (порт. Sebastien Manrique) приписував честь створення Тадж-Махала венеціанському ювеліру Джеронімо Веронео. Ця теорія набула популярності наприкінці XIX століття після того, як її згадав у своєму «Путівнику по Агрі» британський історик Г. Дж. Кін. Іншим європейцем, якого деякий час розглядали як можливого автора Тадж-Махала, був французький ювелір Остен (або Огюстен) з Бордо. Про його роботу у Шах-Джахана (без зв'язку з Тадж-Махалом) згадує сучасник будівництва Жан-Батист Таверньє, а будівельником мавзолею (а також палаців Агри та Делі) його назвав 1844 року британець Вільям Сліман.

## Теперішній час
Нещодавно в стінах Тадж Махалу були виявлені тріщини. На думку вчених, поява тріщин може бути пов'язано з обмілінням річки Джамна, що протікає поруч. Зникнення річки призведе до зміни структури ґрунтів та осідання мавзолею, можливо, навіть до його руйнування. Також він почав втрачати свою легендарну білизну через забруднене повітря. Попри розширення паркової зони навколо Тадж Махала і закриття ряду особливо брудних виробництв в Агрі, мавзолей все одно жовтіє. Його доводиться регулярно чистити за допомогою особливої білої глини.

## Цікаві факти
У багатьох туристичних путівниках йдеться, що після повалення Шаха Джахана, з вікон в'язниці він багато років до смерті сумно милувався своїм творінням — Тадж Махалом. Зазвичай в цих історіях згадується Червоний форт — палац Шаха Джахана, побудований ним в зеніті правління, частина покоїв якого син Джахана і Мумтаз-Махал — Аурангзеб перетворив на розкішну в'язницю для батька. Однак тут публікації плутають делійський Червоний форт (у сотнях кілометрів від Тадж Махала) і Червоний форт в Агрі, також побудований Великими Моголами, але раніше, і який дійсно розташований поруч із Тадж Махалом. Шах Джахан, згідно з індійськими дослідниками, був ув'язнений у Делійському Червоному форті та звідти не міг бачити Тадж Махал.
Дуже схожа на Тадж Махал і за Могольським походженням і за зовнішнім виглядом гробниця Гумаюна в Делі. Ця усипальниця могольського імператора також побудована як знак великої любові — тільки не чоловіка до дружини, а дружини до чоловіка. Попри те, що гробниця Гумаюна побудована раніше, і Джахан при будівництві свого шедевра орієнтувався на архітектурний досвід усипальниці Гумаюна, вона маловідома в порівнянні з Тадж Махалом.

## Поява у кіно
- «Зіткнення з безоднею» — Тадж Махал зображений на фоні метеорита, що вибухає в небі.
- «Життя після людей» — Тадж Махал показано через 1000 років без людей — землетруси перекинуть всі мінарети, а потім впаде сам мавзолей.
- «Марс атакує!» — інопланетяни позують на тлі мавзолею, що вибухає.
- «Ще не зіграв в ящик»
- «Втеча з в'язниці» — головний герой допомагає директору в'язниці будувати макет Тадж Махалу
- «Вогонь» — фільм, перша частина трилогії Діпи Мегти.
- «Мільйонер з нетрів» — головний герой фільму згадує, як вони з братом, заробляли гроші на туристах на нелегальних екскурсіях.
- «Я кажу так» — одруження Асада і Зої на фоні Тадж Махалу.

## Галерея

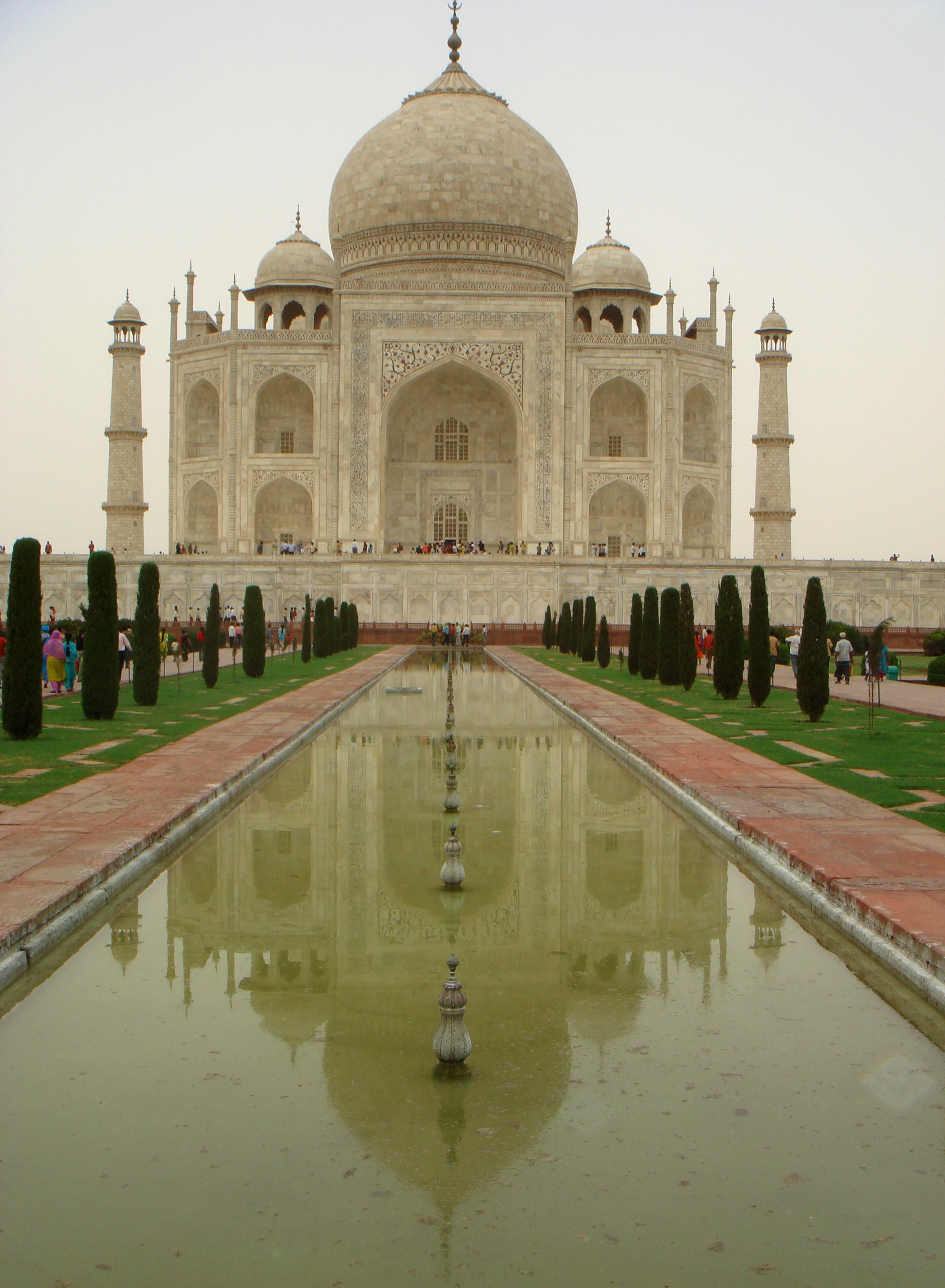
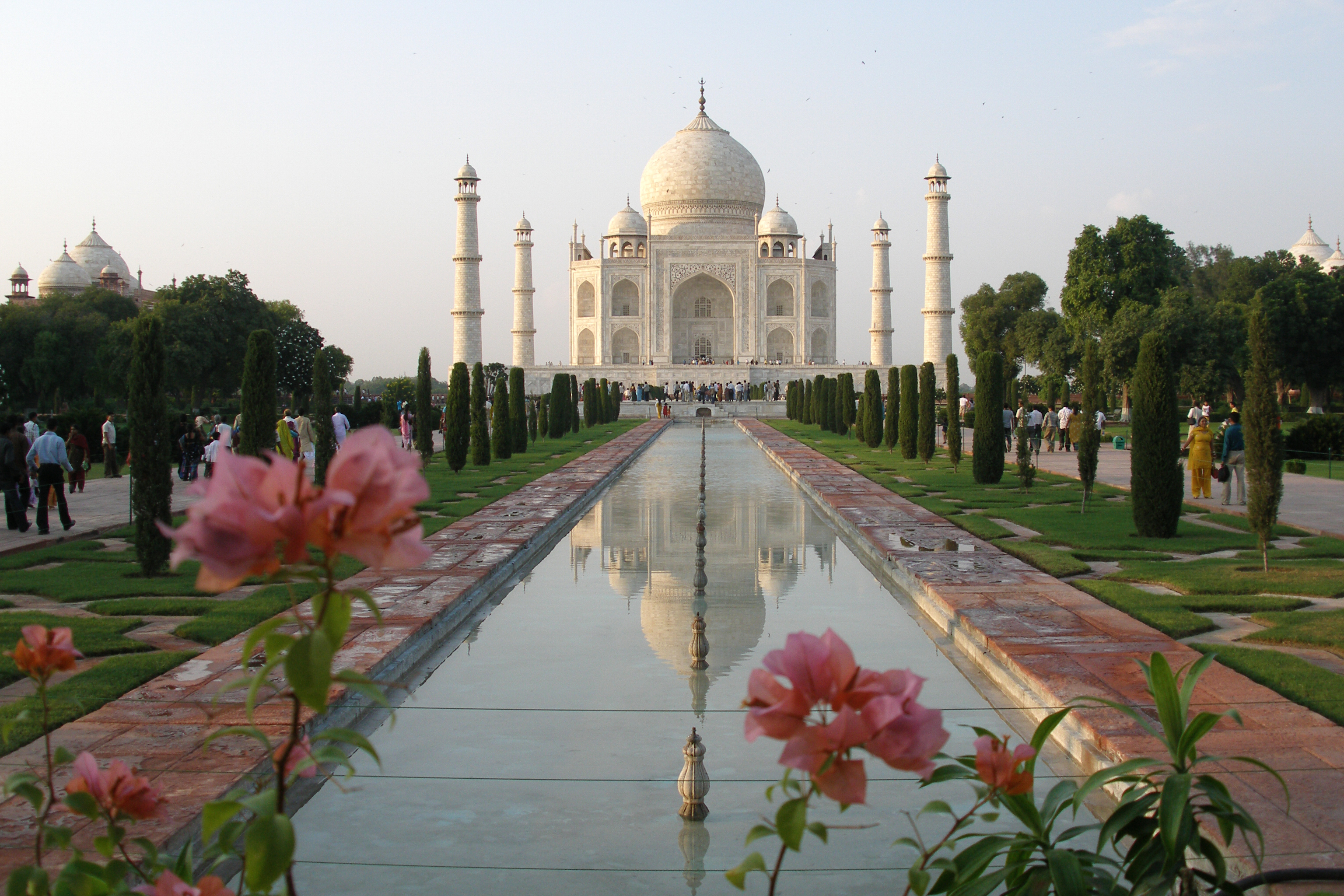
Відображення у басейні
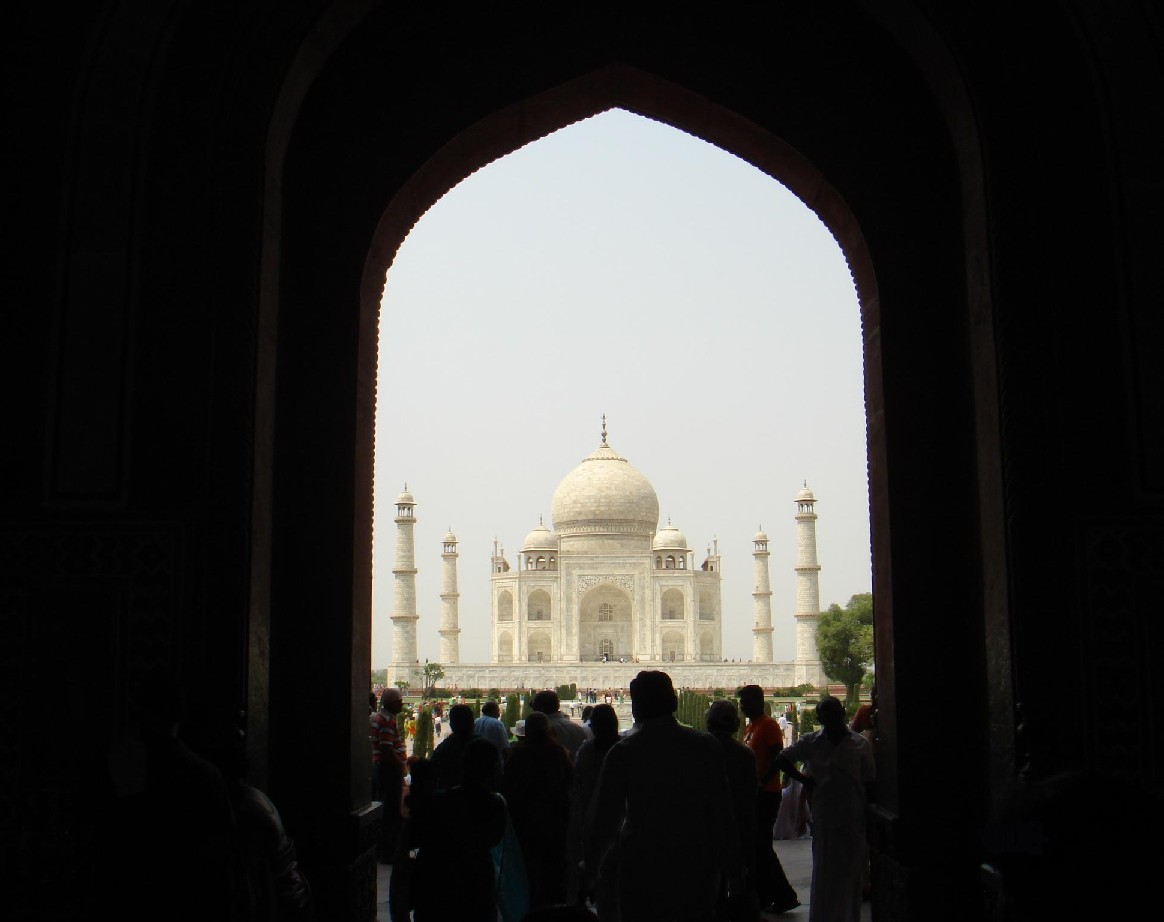
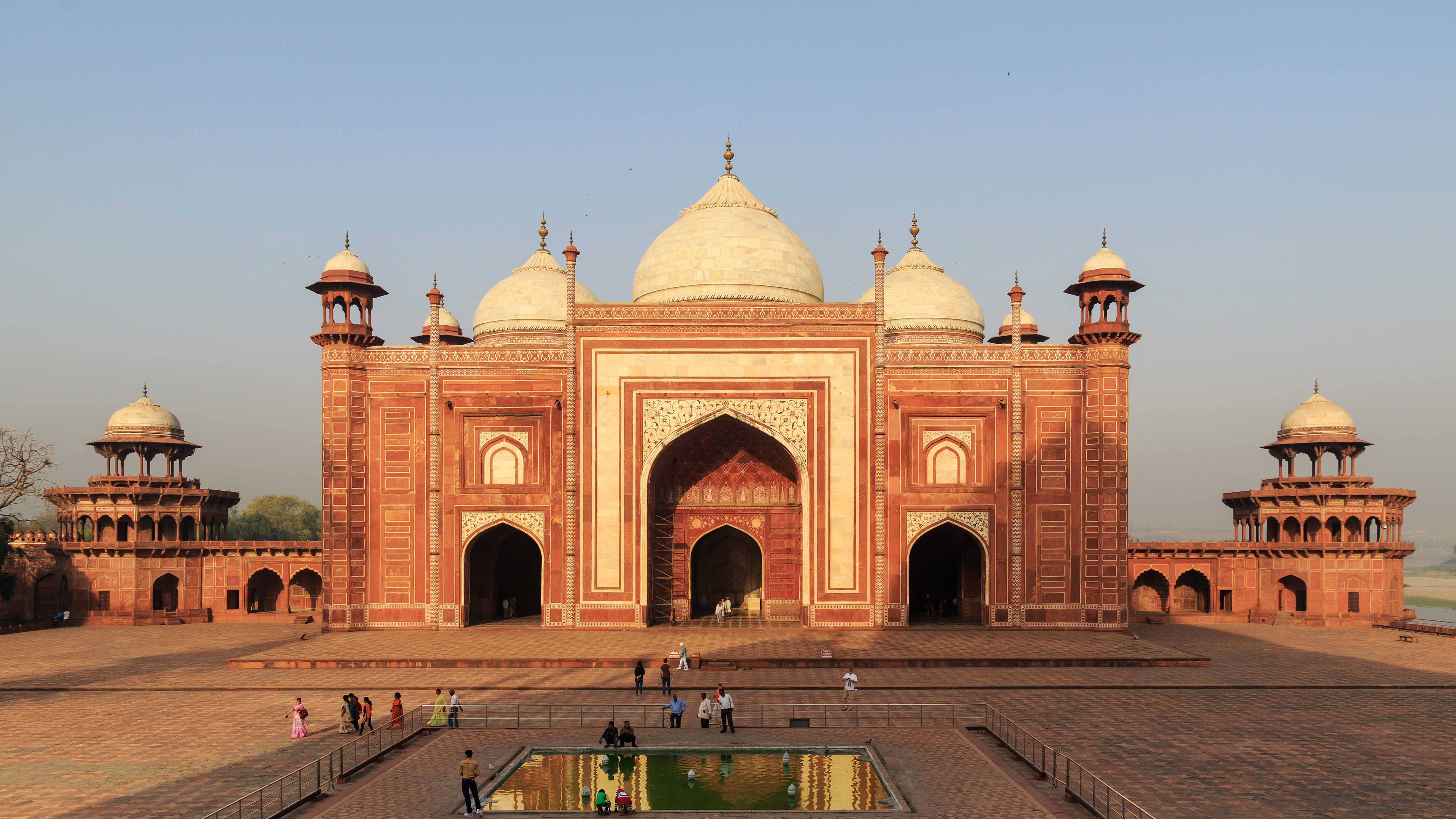
Мечеть
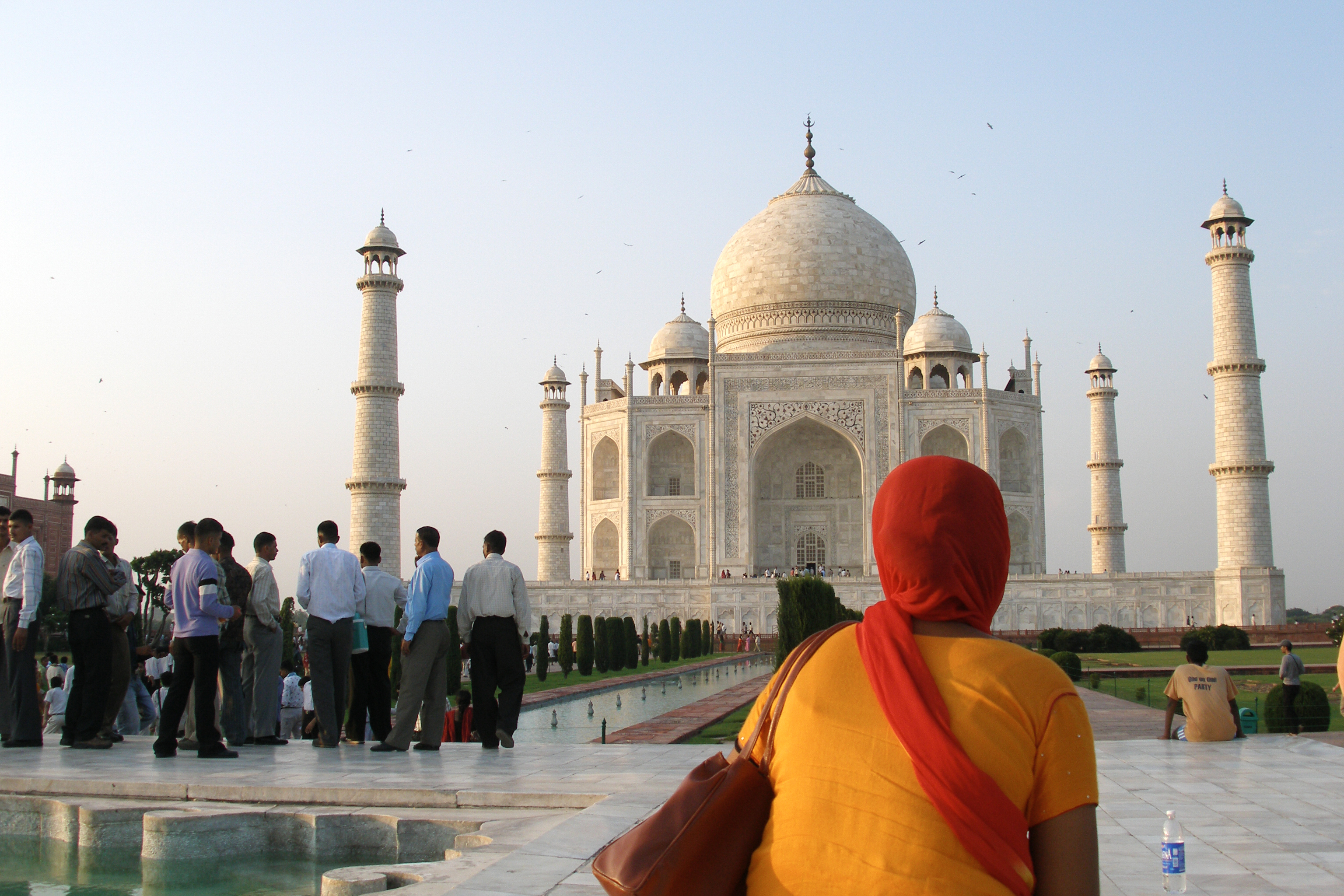
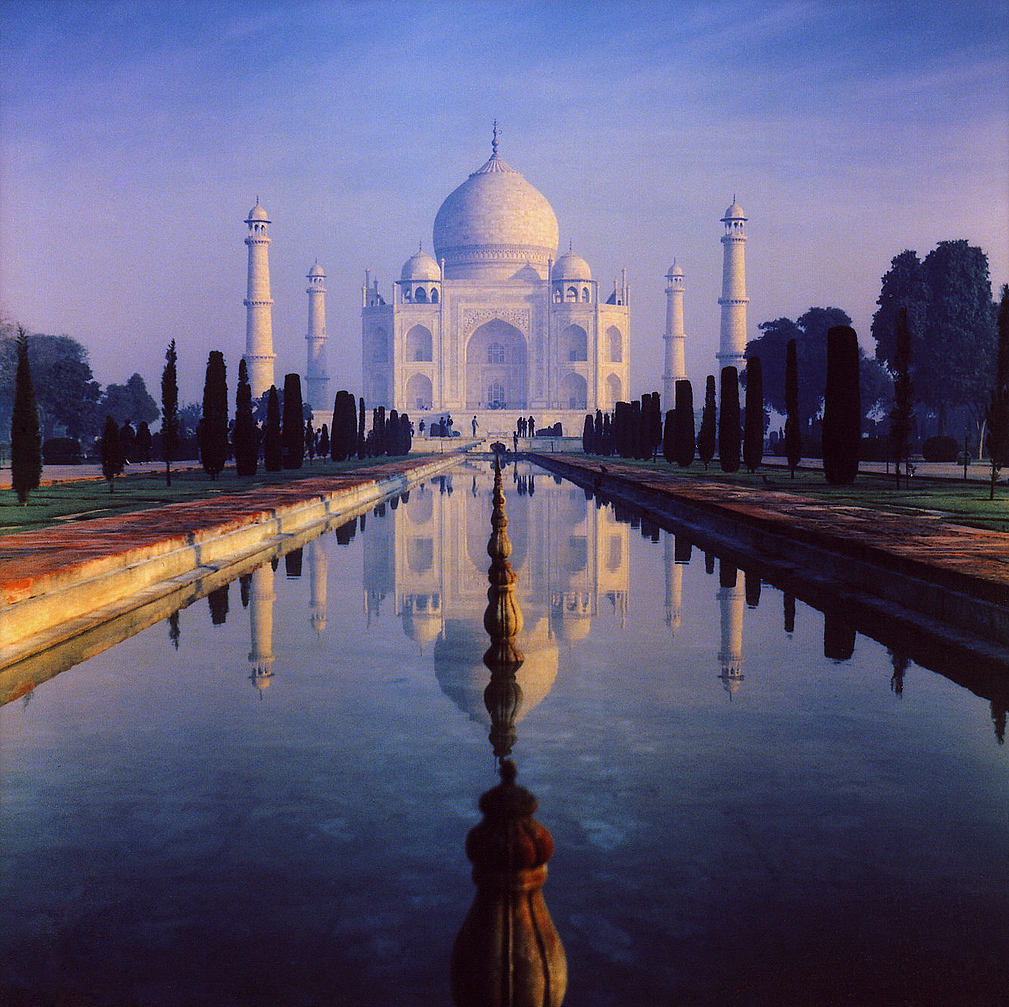
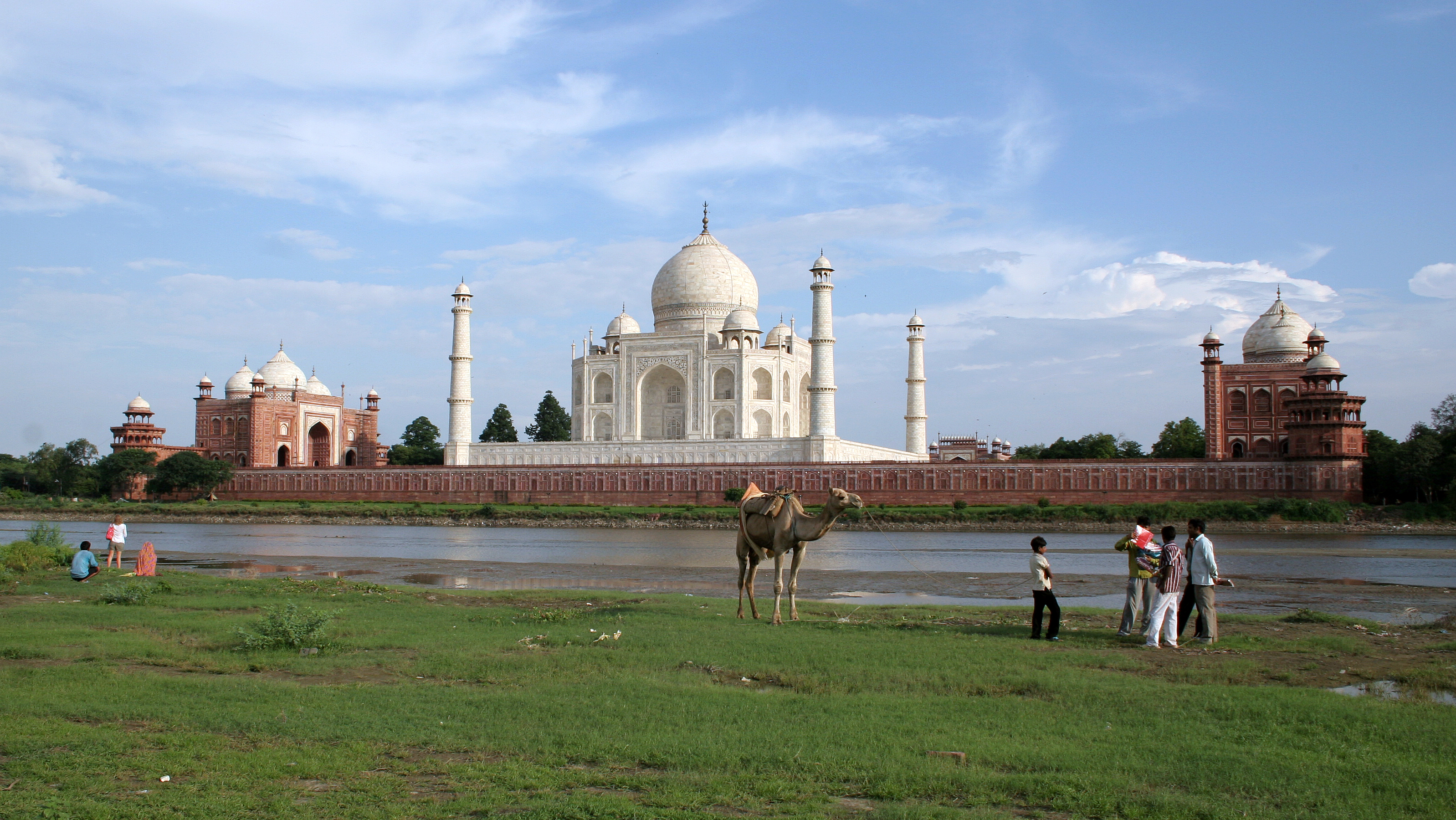
Вигляд з річки Джамна
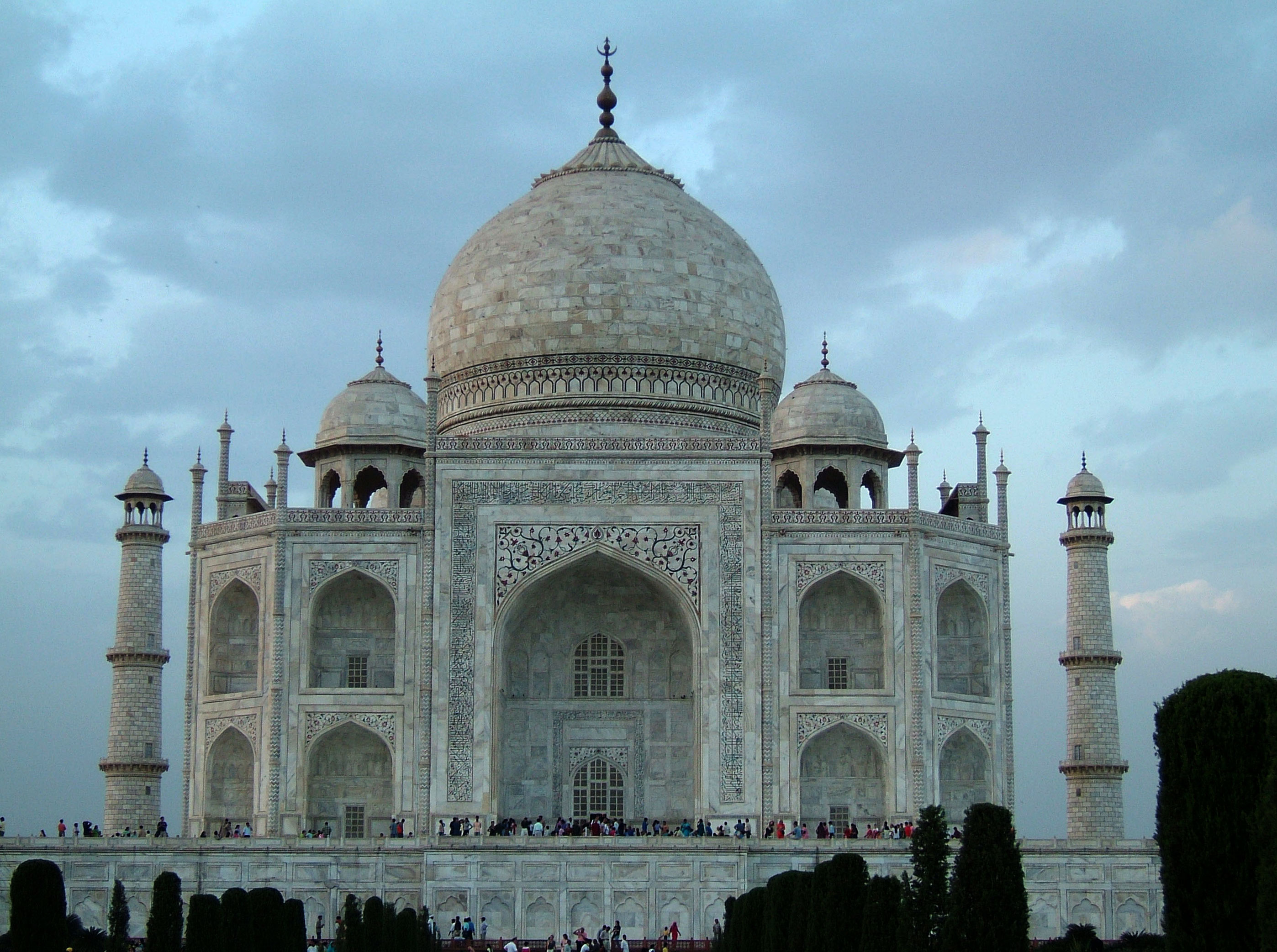
У сутінках
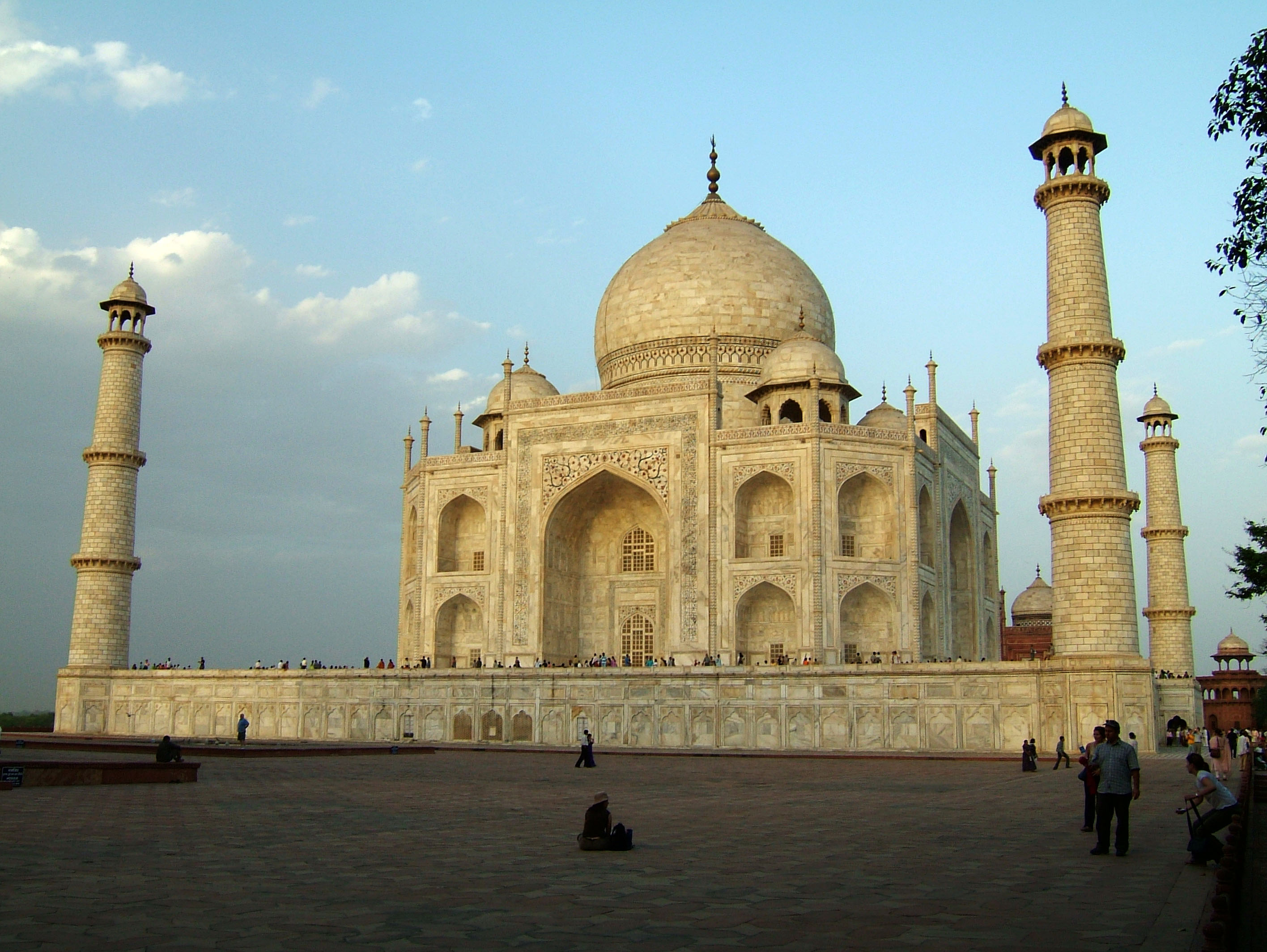
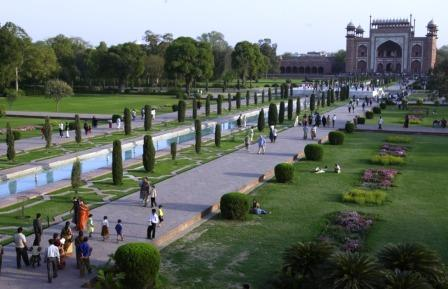
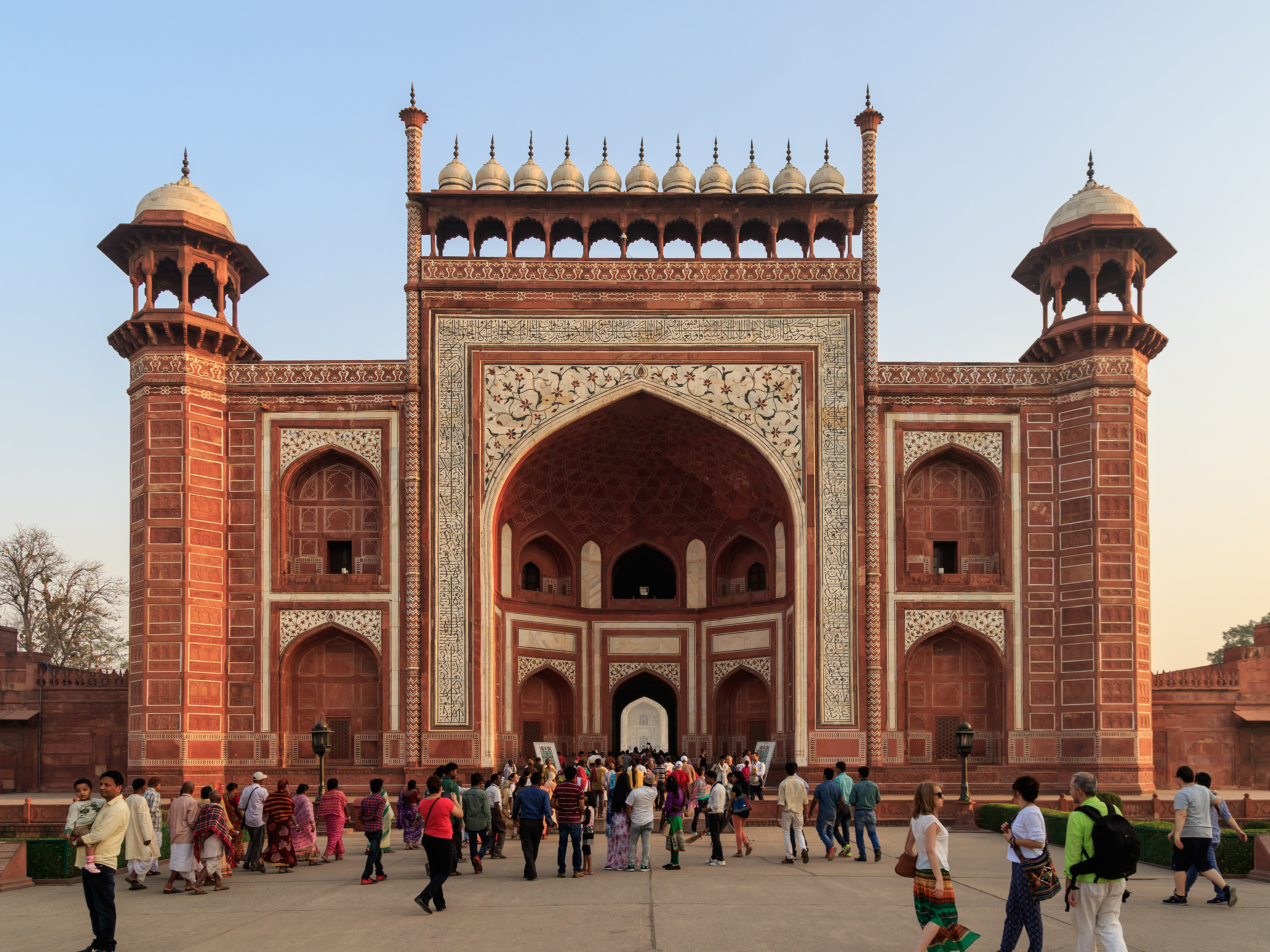
Головні ворота з двома чатрі по боках
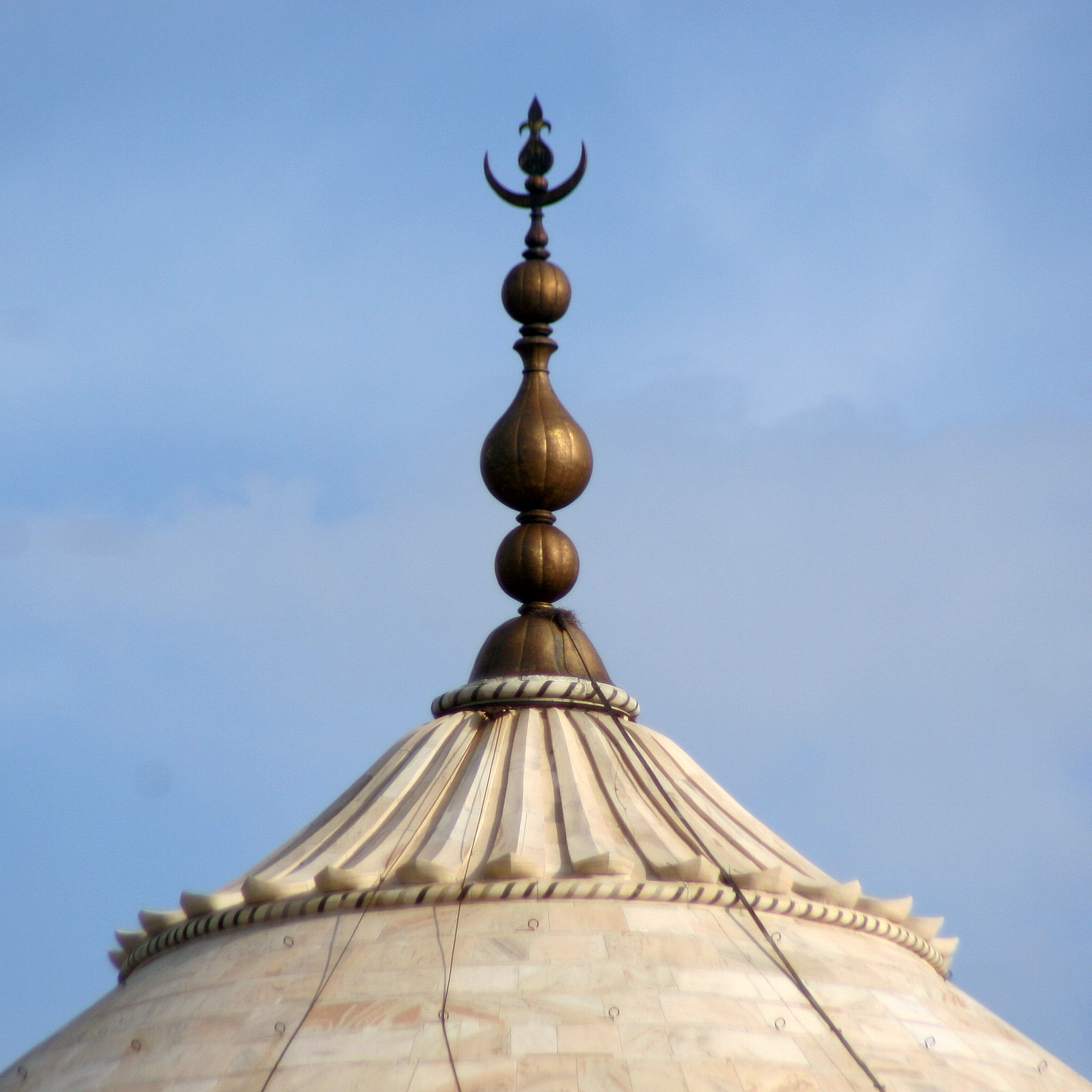
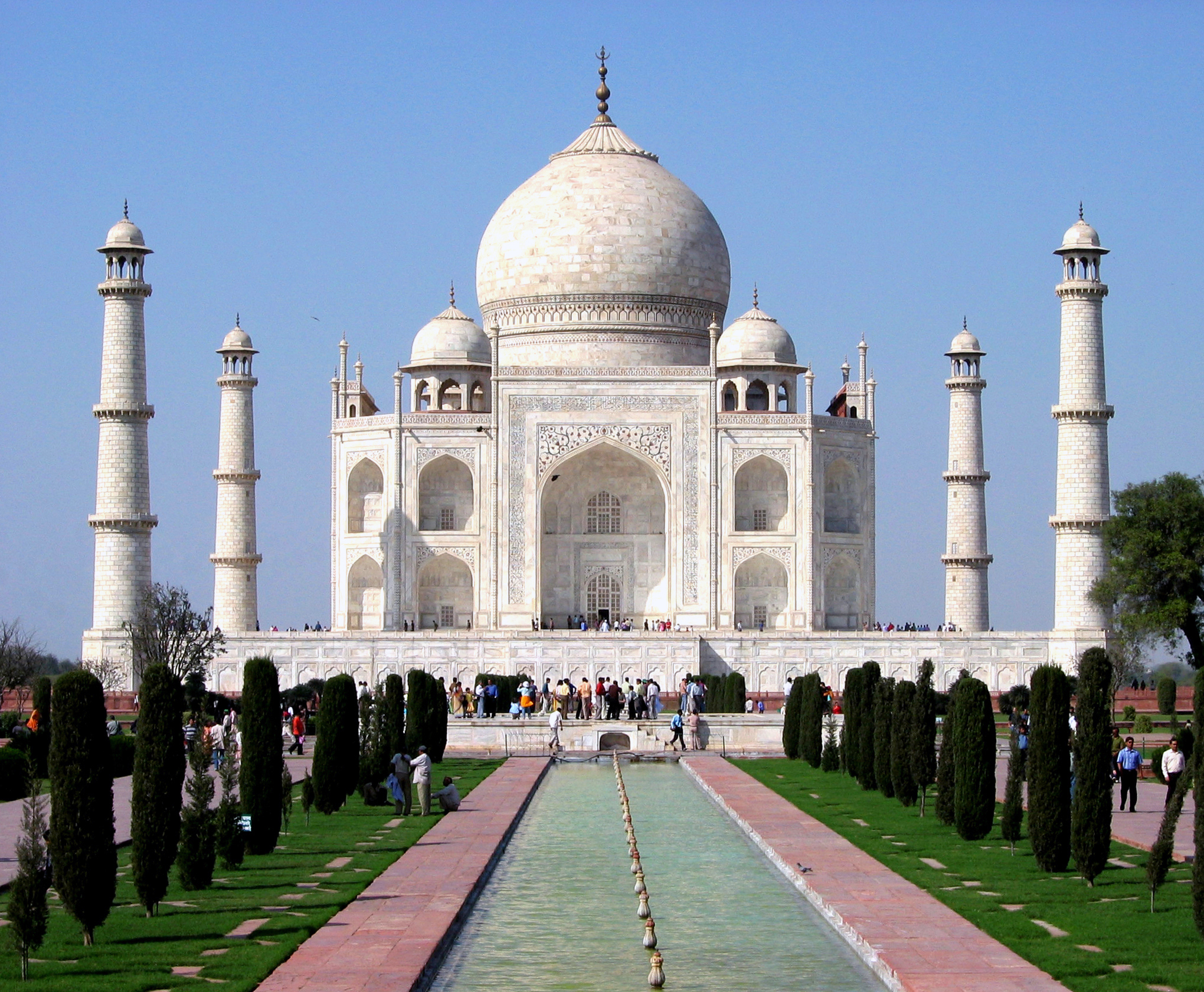
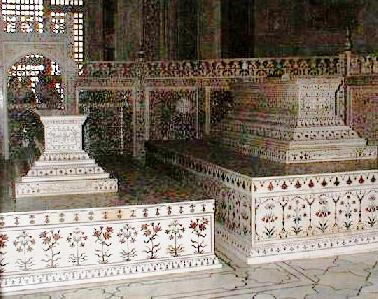
Могили Мумтаз Махал та Шаха Джахана
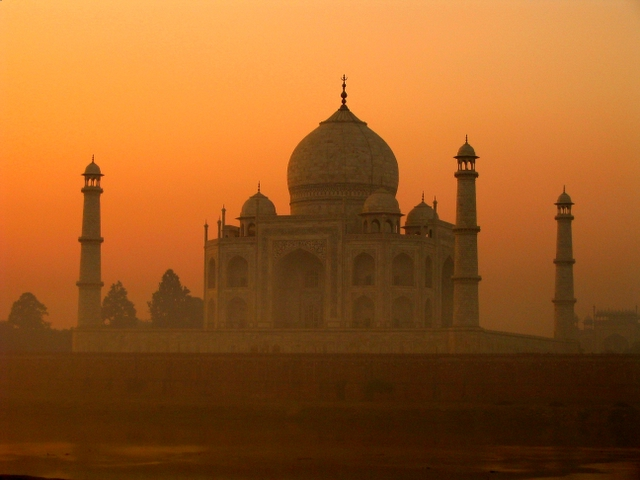
Тадж Махал крізь туман

Тадж-Махал
Панорамний вид на Тадж Махал (на 360 градусів) у 2005 році